# Mark Ivanir
Mark Ivanir, född den 6 september 1968, är en israelisk skådespelare, huvudsakligen verksam i USA.
Han talar flytande hebreiska, ryska, engelska, ukrainska, franska och jiddisch.

## Filmografi (i urval)
- 1993 – Schindler’s List
- 2006 – Den innersta kretsen
- 2018 – Barry (TV-serie)
- 2020 – The New Pope (TV-serie)